# Eilema alba
Eilema alba är en fjärilsart som beskrevs av Moore 1877. Eilema alba ingår i släktet Eilema och familjen björnspinnare. Inga underarter finns listade i Catalogue of Life.